# Paracetopsis esmeraldas
Paracetopsis esmeraldas är en fiskart som beskrevs av Vari, Ferraris och De Pinna 2005. Paracetopsis esmeraldas ingår i släktet Paracetopsis och familjen Cetopsidae. Inga underarter finns listade i Catalogue of Life.